# Tropisch bos

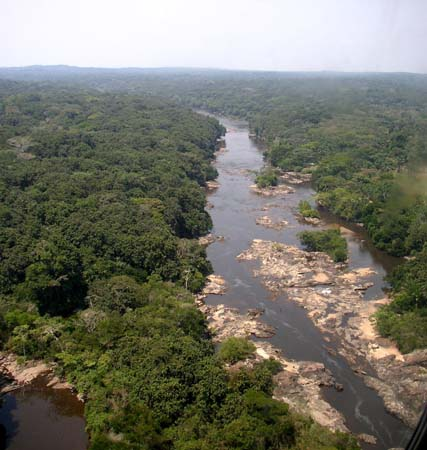
Tropisch bos in het Kongogebied

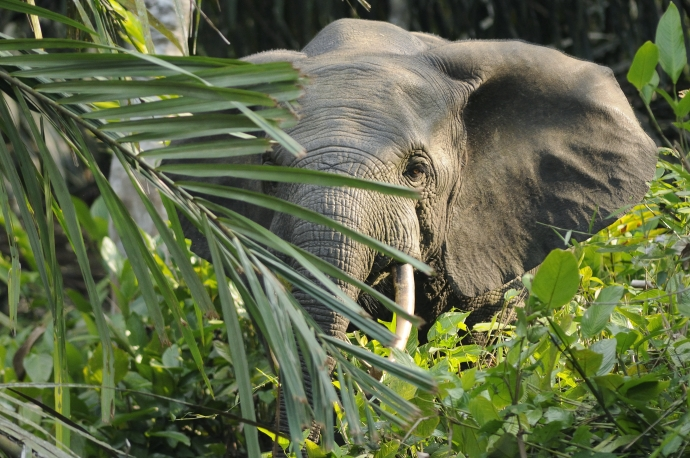
Bosolifant in het Kongogebied

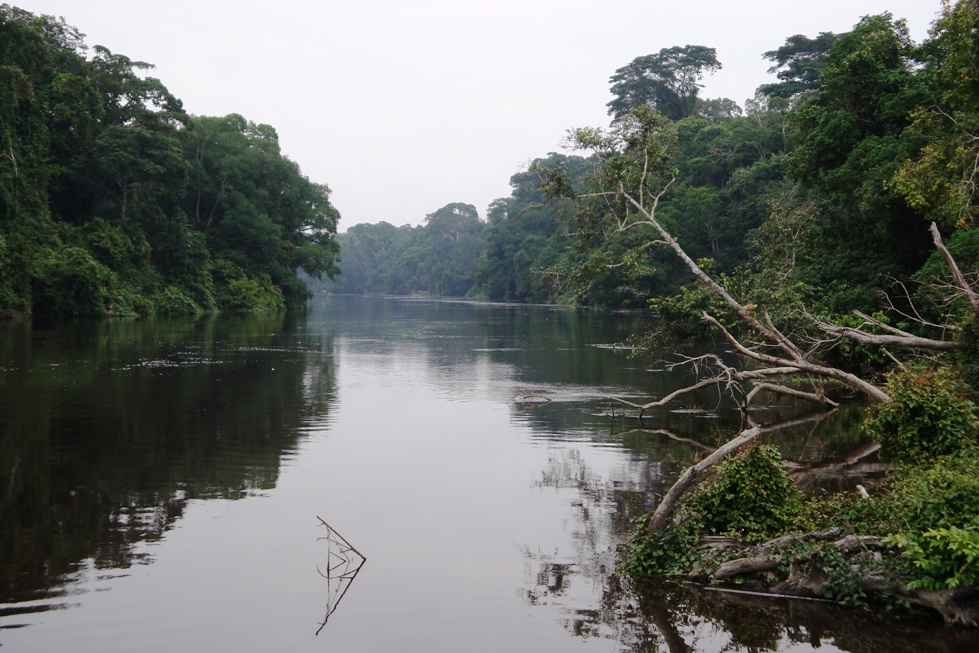
Rivier Dja in het Kongogebied

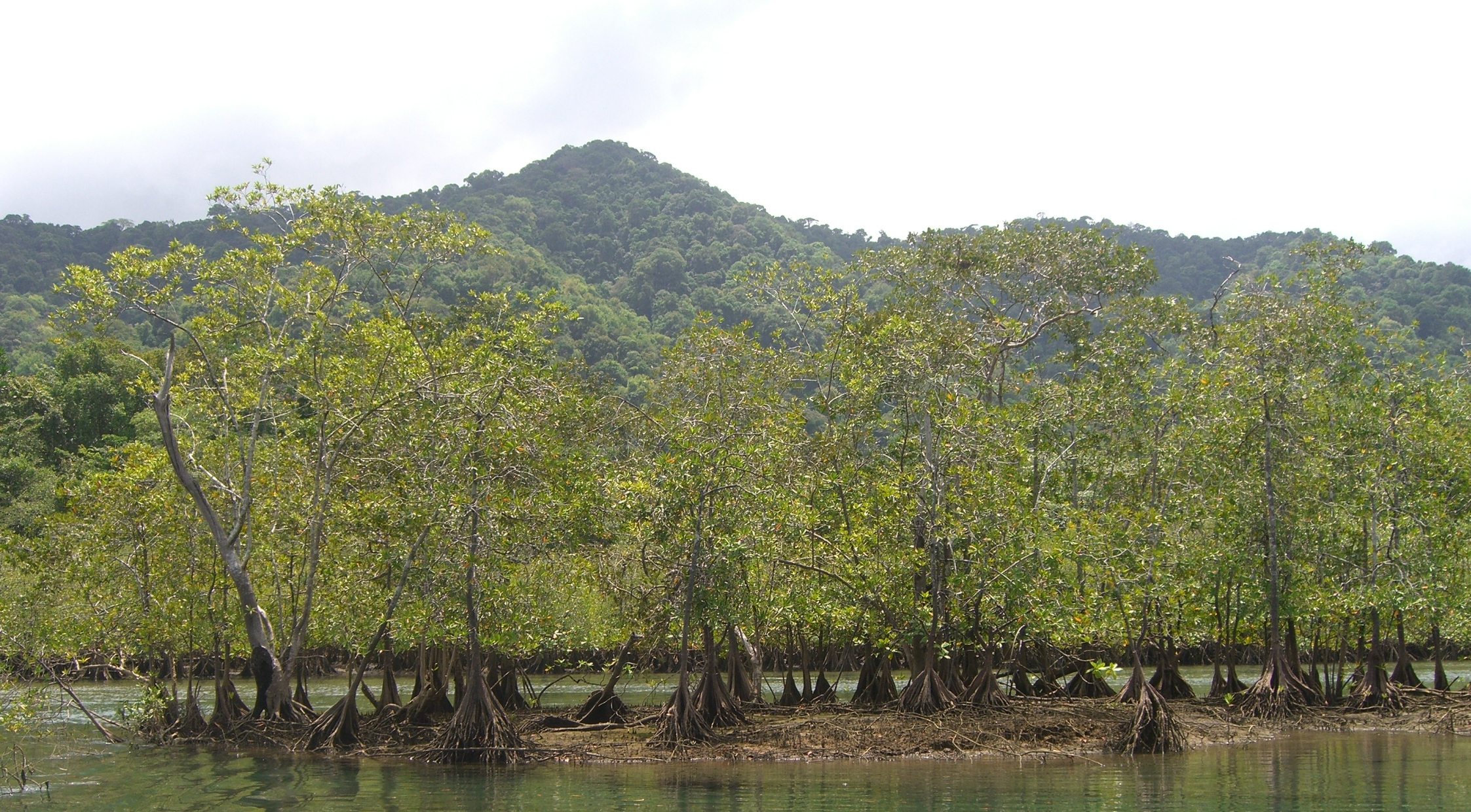
Mangrove in Colombia

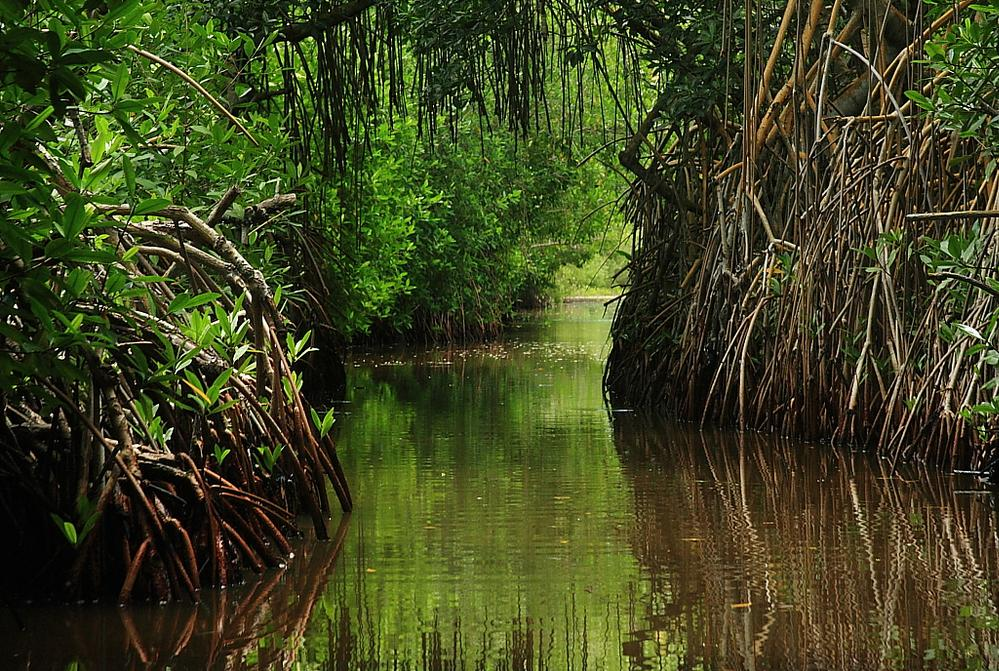
Mangrove in Venezuela

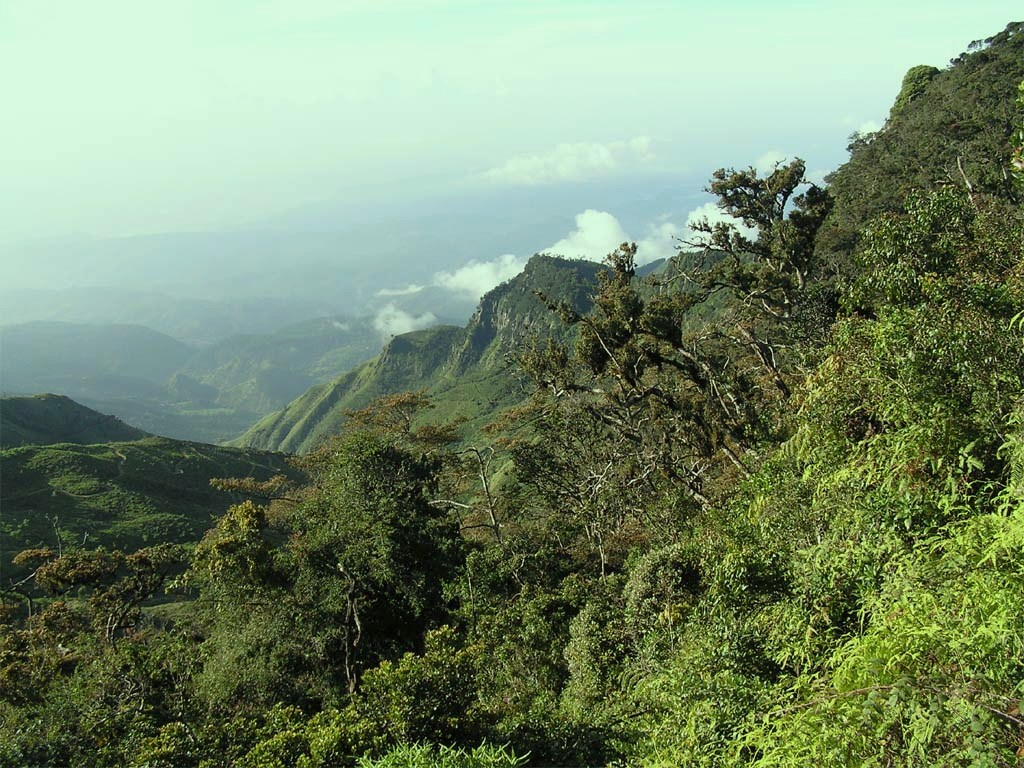
Bergbossen in Sri Lanka

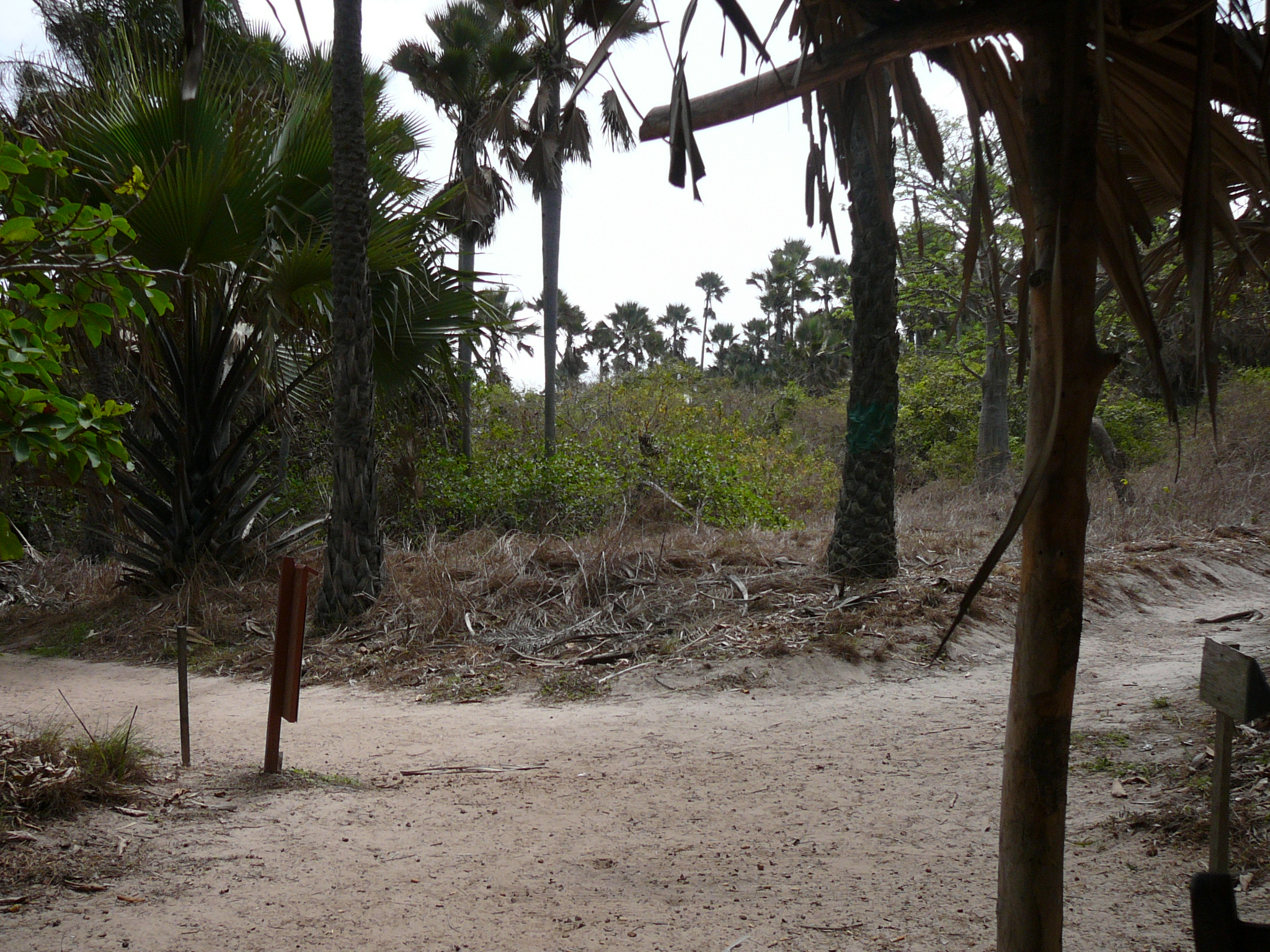
Droog tropisch bos in Gambia

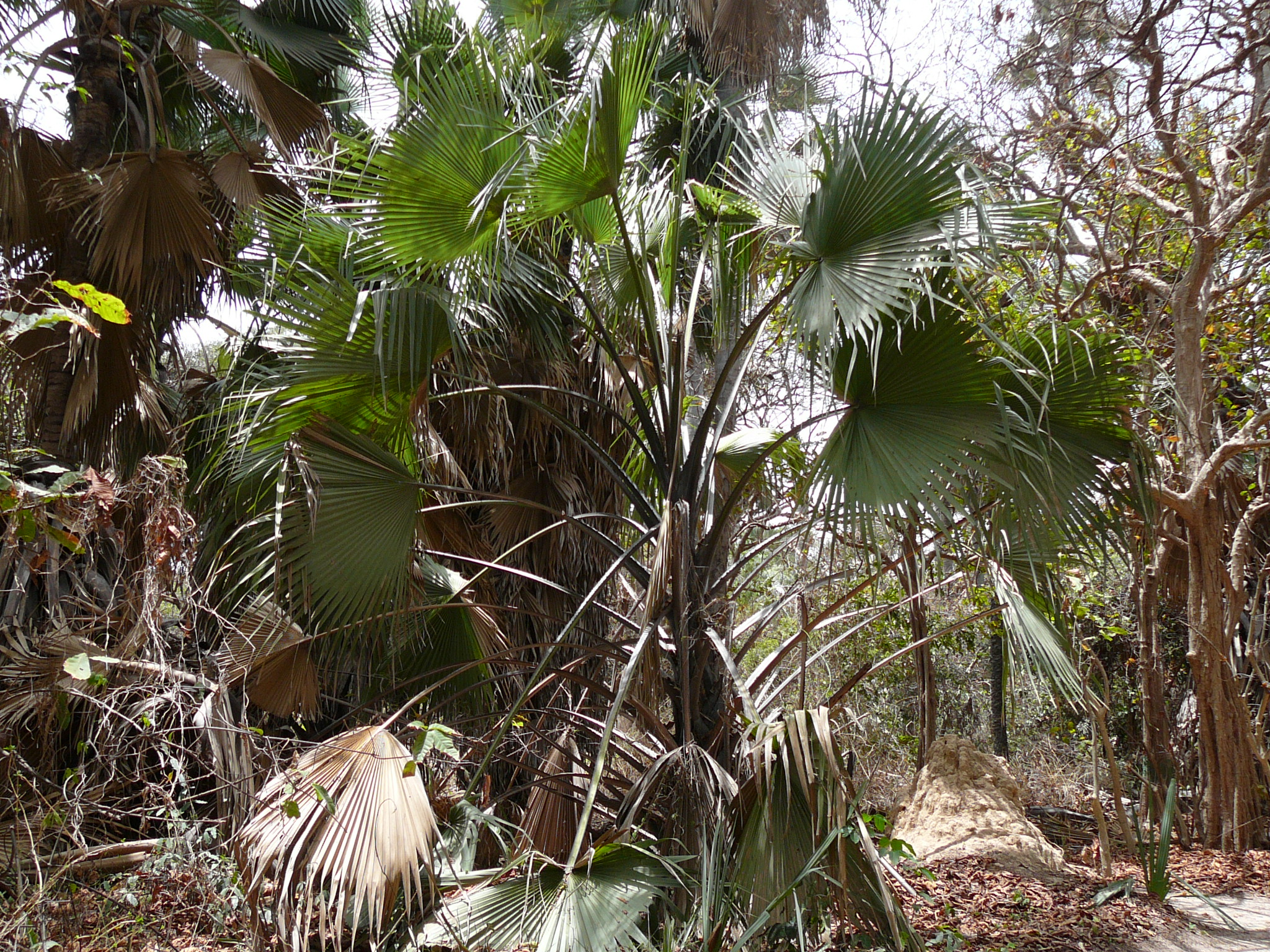
Palmenbos in Gambia

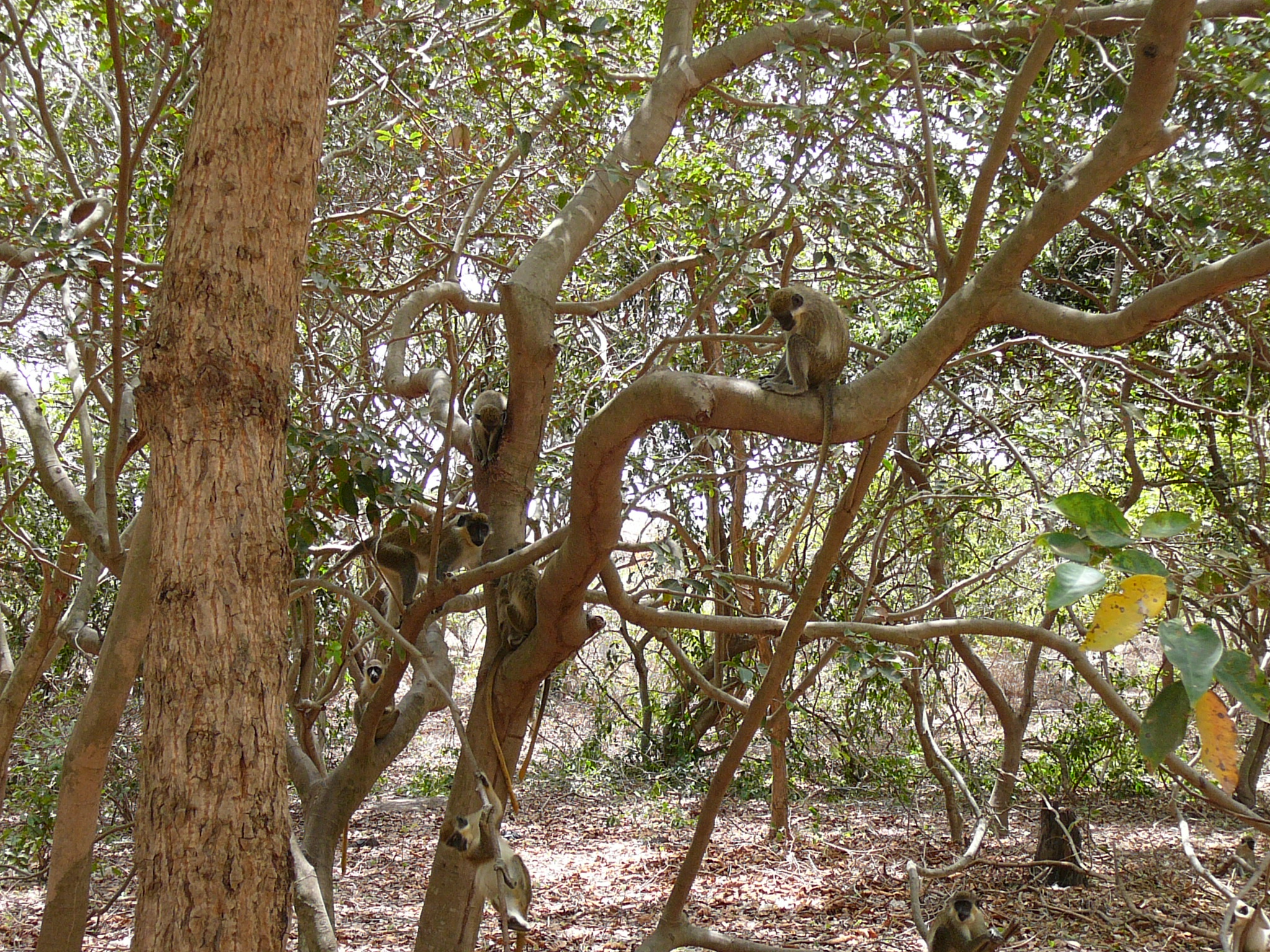
Geelgroene meerkat in droogbos in Gambia

Onder tropisch bos verstaat men in het algemeen bosvegetaties die zich in de tropen bevinden, dat wil zeggen bos dat tussen de keerkringen is gelegen. Daarnaast is tropisch bos een door oerwoud gedomineerd bioom in de tropische zone met de daar thuishorende ecosystemen, levensgemeenschappen (fauna en flora).
Tropische bossen bevinden zich in Centraal- en Zuid- Amerika (exclusief Chili en Argentinië), Afrika (exclusief Zuid-Afrika en Noordelijk Afrika), het zuiden van Zuid- en Zuidoost Azië, en delen van Oceanië.

## Typen tropisch bos
Het tropisch bos kan aan de hand van een aantal criteria verder onderverdeeld worden. Er worden hier drie criteria genoemd: klimaat, standplaats en gebruik.

### Klimaat
Bij de indeling naar klimaat is vooral de hoeveelheid regenval van belang.
- Het tropisch regenwoud vereist een hoge regenval die relatief gelijkmatig over het jaar is verdeeld en temperaturen die gedurende het jaar gelijkmatig verdeeld en hoog zijn, het tropisch regenwoudklimaat. Het bos is zeer divers en bevat alleen plantensoorten die het jaar door bladeren hebben. Dit type tropisch bos bevindt zich vooral rond de evenaar.
- Bij de moessonbossen is er sprake van een moessonklimaat met een nat en een droog seizoen. Afhankelijk van de verhouding tussen het natte en droge periode zijn planten in dit bos geheel of gedeeltelijk bladverliezend. Deze bossen bevinden zich overwegend wat verder van de evenaar en dus dichter bij de keerkringen.
- De droge bossen bevinden zich meestal nog verder van de evenaar. Hier is sprake van een savanneklimaat. Vanwege een lange droge tijd is er sprake van bladverliezende bossen. Het bos heeft een open karakter, de kronen bedekken maar een deel van de grond. Er is ondergroei van struiken en gras. De bomen zijn er minder hoog. Droge bossen worden soms savannebossen genoemd. Savannes vallen onder de graslanden. Bij afnemende regenval neemt de kroonbedekking steeds verder af tot er geen sprake van bos meer is.

### Standplaats
Bijzondere standplaatsen kunnen speciale bostypen tot gevolg hebben. Voorbeelden zijn:
- Gebergtebossen. Op grotere hoogten neemt de gemiddelde temperatuur af, waardoor andere soorten voorkomen dan op zeeniveau. Vaak krijgt het bos een verschijningsvorm die lijkt op die van bossen van de gematigde streken. Volgens sommigen is dit geen tropisch bos.
- Natte bossen. Bossen die geregeld onder water staan of een zeer natte standplaats hebben. Bekendste voorbeeld hiervan zijn de mangrovebossen die groeien onder invloed van de zeegetijden. Deze kustbossen groeien vaak in zout water, naar er zijn ook zoetwater mangrove bossen, zoals het noordelijk deel van de Sundarbans in Bangladesh. Ook de veenbossen op Kalimantan zijn natte bossen.

### Gebruik
Gebruik door mensen kan grote invloed op de verschijningsvorm van het bos hebben.
- Primair bos is bos waar de invloed van de mens (vrijwel) nihil is geweest. Dit soort bossen zijn zeldzaam. Primaire bossen hebben vaak een hoge biodiversiteit.
- Secundair bos is bos waar veranderingen zijn opgetreden door ingrijpen van de mens. Deze veranderingen kunnen variëren van klein tot zeer groot. Na de ingreep ontwikkelt het secundaire bos zich op een wijze die afhangt van het soort ingreep. Zwerflandbouw (shifting cultivation) in zijn oorspronkelijke vorm is een lichte ingreep in het bos, waarna het bos weer spoedig met rust wordt gelaten en zich langzaam ontwikkelt in de richting van primair bos.
- Aanplantingen of bosplantages zijn kunstmatige bossen die meestal worden aangelegd op terreinen die in het verleden zijn ontbost of waar speciaal voor de aanplanting natuurlijk bos is verwijderd. Het gaat vaak om monoculturen. De meningen over de vraag of dit wel bos is, variëren. Men ziet soms mengvormen van aanplantingen en natuurlijk bos indien, al dan niet met opzet, de oorspronkelijke natuurlijke boomsoorten geleidelijk terug beginnen te komen in de aanplanting.

De uiteindelijke verschijningsvorm van het bos is de resultante van de bovengenoemde invloeden op het bos.

## Functies en gebruik van het tropisch bos
Het bos is altijd een belangrijke natuurlijke hulpbron voor de mens geweest. Tropische bossen produceren bosproducten die door de mens kunnen worden gebruikt als industriële grondstof, als hulpbron voor het landbouwsysteem en in het huishouden van de rurale bevolking. Het gaat daarbij om producten als hout (export, bouw, meubels, pulphout, etc.), brandhout (kwantitatief zeer belangrijk) en een zeer grote diversiteit aan bosbijproducten. Ook wild kan hieronder worden gerekend.
Het bos heeft ook invloed, soms grote invloed, op de woonomgeving van de mens. Door de sterke bevolkingsgroei en, in delen van wereld, zeer sterke toename van de welvaart is de druk op het bos vooral de laatste eeuw sterk toegenomen. Als gevolg hiervan is het areaal aan bos en de kwaliteit van het bos dramatisch afgenomen. Deze afname van kwantiteit en kwaliteit heeft de tropische bossen later getroffen dan de bossen in de gematigde streken, hoewel er uitzonderingen zijn zoals bijvoorbeeld in India.
Het bos heeft behalve een productiefunctie ook vele andere functies die van groot belang kunnen zijn (ecosysteemdiensten). Een belangrijke functie van bos is de bescherming van bodems tegen erosie. Verder heeft bos vaak een positieve invloed op een regelmatige watervoorziening, het bos verbetert het microklimaat, en heeft, als een van de belangrijke opslagplaatsen voor koolstof, een positieve invloed op de mondiale klimaatverandering. 
Op veel plaatsen in de tropen hebben bossen tevens als 'heilige bossen' een sleutelrol in het religieuze en spirituele leven van de lokale bevolking. De verschillende bosfuncties kunnen dus op verschillende niveaus nuttig zijn, variërend van lokaal tot nationaal en mondiaal niveau.

## Tropisch-bosbeheer
Afhankelijk van de functies die hij het bos toekent, grijpt de mens in in het bos. Wanneer dit min of meer systematisch gebeurt om bepaalde doelen te bereiken, spreekt men van bosbeheer. Deze systematiek kan gebaseerd zijn op lokale kennis en tradities ('inheems bosbeheer') of op modern-wetenschappelijke grondslagen.
Zolang de vraag naar bosproducten minder is dan de productiecapaciteit van het bos en ander gebruik van het bos de draagkracht van het bos niet overschrijdt, is er in het algemeen geen sprake van grote aantasting van het bos. Deze situatie komt nauwelijks meer voor. In de moderne bosbouwwetenschap worden bosbeheersplannen gemaakt om het gebruik van het bos te reguleren en ervoor te zorgen dat de productiecapaciteit van het bos in stand wordt gehouden. Een bosbeheersplan bestaat uit een beschrijving van het bos, de doelstelling van het beheer (bijvoorbeeld productie, bescherming tegen erosie, natuurontwikkeling of -bescherming, enz., of een combinatie ervan), en maatregelen om deze doelstellingen te bereiken. Veel landen kennen tegenwoordig systemen waarbij beheersplannen samen met de lokale bevolking of andere belanghebbenden zijn opgesteld. Voor succesvol bosbeheer is kaderstellende nationale regelgeving van essentieel belang.
Duurzaam bosbeheer staat voor bosbeheer waar behalve naar de ecologische en economische aspecten ook uitdrukkelijk naar de sociale aspecten van bosbeheer wordt gekeken. In de tropen is dat van groot belang aangezien de bevolking die in of bij de bossen woont, voor haar bestaan vaak afhankelijk is van het bos. Het concept duurzaam bosbeheer is de laatste decennia ontstaan als onderdeel van het duurzaamheidsdebat dat op gang kwam na verschijnen van het Brundtland-rapport (1987). Duurzaam bosbeheer is van groot belang om de resterende bossen goed te beheren. Het is echter een zeer gecompliceerd proces. Een stap in de goede richting is het certificeren van ‘goed’ bosbeheer wat resulteert in gecertificeerd hout (bijvoorbeeld FSC en PEFC). De vorderingen op dit gebied in de tropen zijn echter traag. Daarnaast speelt het debat over ‘legaal’ hout een steeds grotere rol.

## Nederland en tropisch bos
Vanwege haar koloniale verleden heeft Nederland relatief veel expertise en ervaring met tropische bossen. Nederland heeft lange tijd een voorhoederol gespeeld in de ontwikkeling van internationaal bossenbeleid en duurzaam bosbeheer. Een groot aantal Nederlandse organisaties en bedrijven is dan ook actief op het gebied van duurzaam beheer van tropische bossen.
Nederlandse professionals en studenten met een gemeenschappelijke interesse in het duurzaam beheer en gebruik van tropische bossen en bomen, hebben zich verenigd in de Vereniging Tropische Bossen (VTB). De VTB is opgericht in december 1999 en heeft als doel de uitwisseling van kennis en ervaring over gebruik en beheer van tropische bossen te bevorderen, waar wenselijk ter discussie te stellen, verder te verdiepen en te verspreiden.